# Podorojnie, Strîi
Podorojnie (în ucraineană Подорожнє) este localitatea de reședință a comunei Podorojnie din raionul Strîi, regiunea Liov, Ucraina.

## Demografie
Componența lingvistică a localității Podorojnie
     Ucraineană (99,82%)
     Alte limbi (0,09%)
Conform recensământului din 2001, majoritatea populației localității Podorojnie era vorbitoare de ucraineană (99,82%), existând în minoritate și vorbitori de alte limbi.